# Illenbák
Illenbák (románul: Ilimbav, németül: Eulenbach, szász nyelven Ellimbiχ) falu Romániában, Erdélyben, Szeben megyében. Közigazgatásilag Márpod községhez tartozik.

## Fekvése
Nagyszebentől 38 kilométerrel északkeletre, a Hortobágy menti dombságban fekszik.

## Nevének eredete
Német eredetű, Eulenbach a magyar 'Bagoly-patak'. 1375-ben Ulenbach, 1382-ben Villembach és Vlenbach, 1532-ben Yllenbach alakban írták.

## Története
Szász telepítésű falu volt. 1420-ban egy török portya elpusztította, majd 1454-ben a pestis tizedelte meg lakosságát. 1488-ban románok költöztek be, de 1532-ben még 24 szász családja is volt. 1776-ban 195 román család és 36 özvegy lakta. Újegyházszékhez tartozott, 1876-ban csatolták Szeben vármegyéhez. 1902-ben kisközségből nagyközséggé alakult. Az első világháború éveiben kezdődött meg benne a földgázkitermelés. 1938-ban naponta háromnegyed-millió m³ földgázt termeltek ki. 1958 és 1961 között itt építették meg Románia első, akkor még kísérleti föld alatti gáztározóját.
1850-ben 765 lakosából 741 volt román és 19 cigány nemzetiségű; 672 ortodox, 88 görög és öt római katolikus vallású.
2002-ben 228 lakosából 195 volt román, 30 cigány és három magyar nemzetiségű; 227 ortodox vallású.

## Látnivalók
- A falu fatemploma egykor a kisebbségi görögkatolikus felekezethez tartozott. Építési ideje ismeretlen, 1852-ben Szászújfaluból szállították mai helyére. Faanyaga mára elkorhadt, helyreállításán önkéntesek dolgoznak. A kőtemplomot az ortodox felekezet építtette, 1826 és 1836 között.

## Híres emberek
- Itt született 1914-ben Tiberiu Alexandru folklorista, népzenekutató.

## Képek

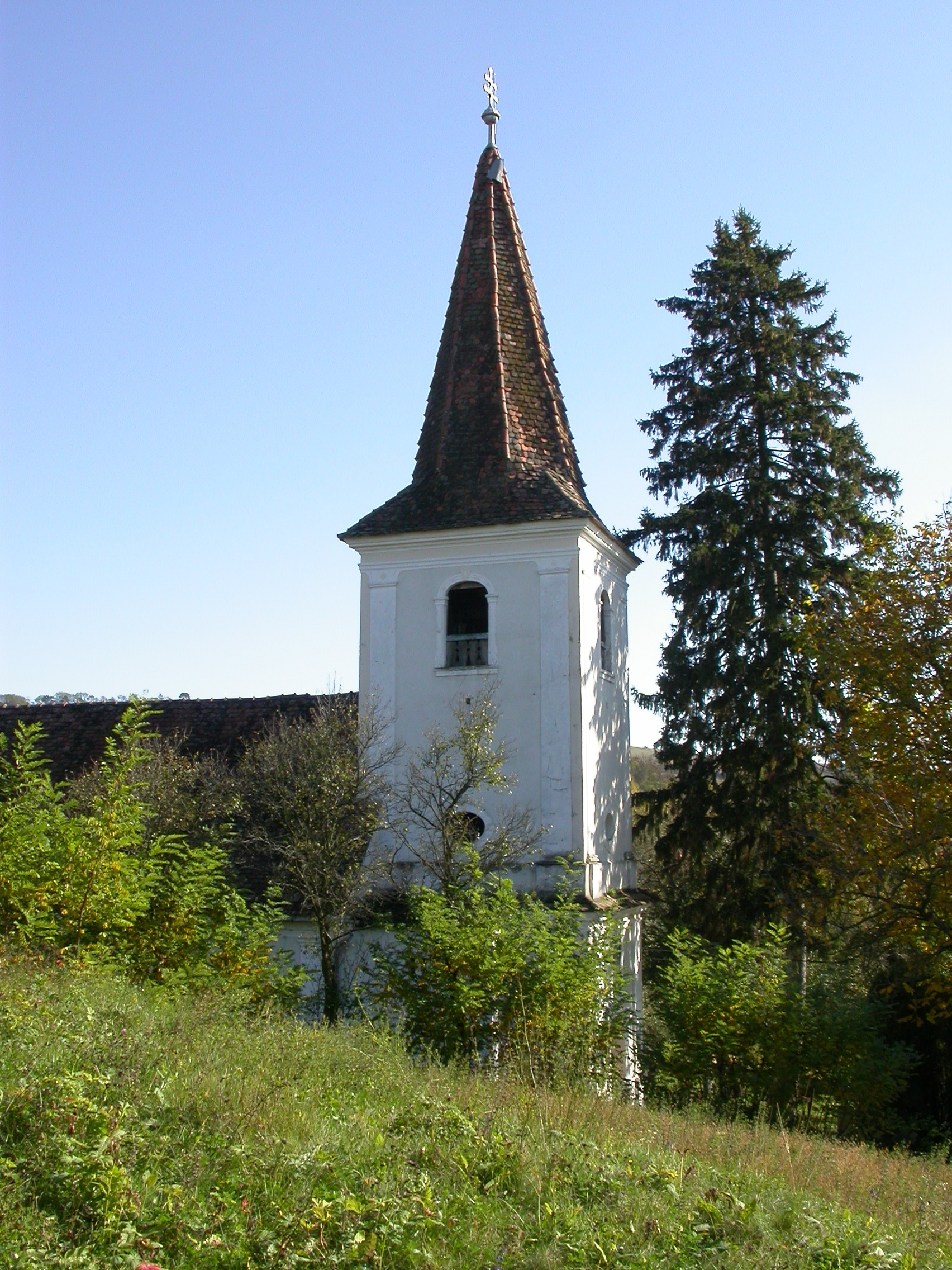
Ortodox kőtemplom
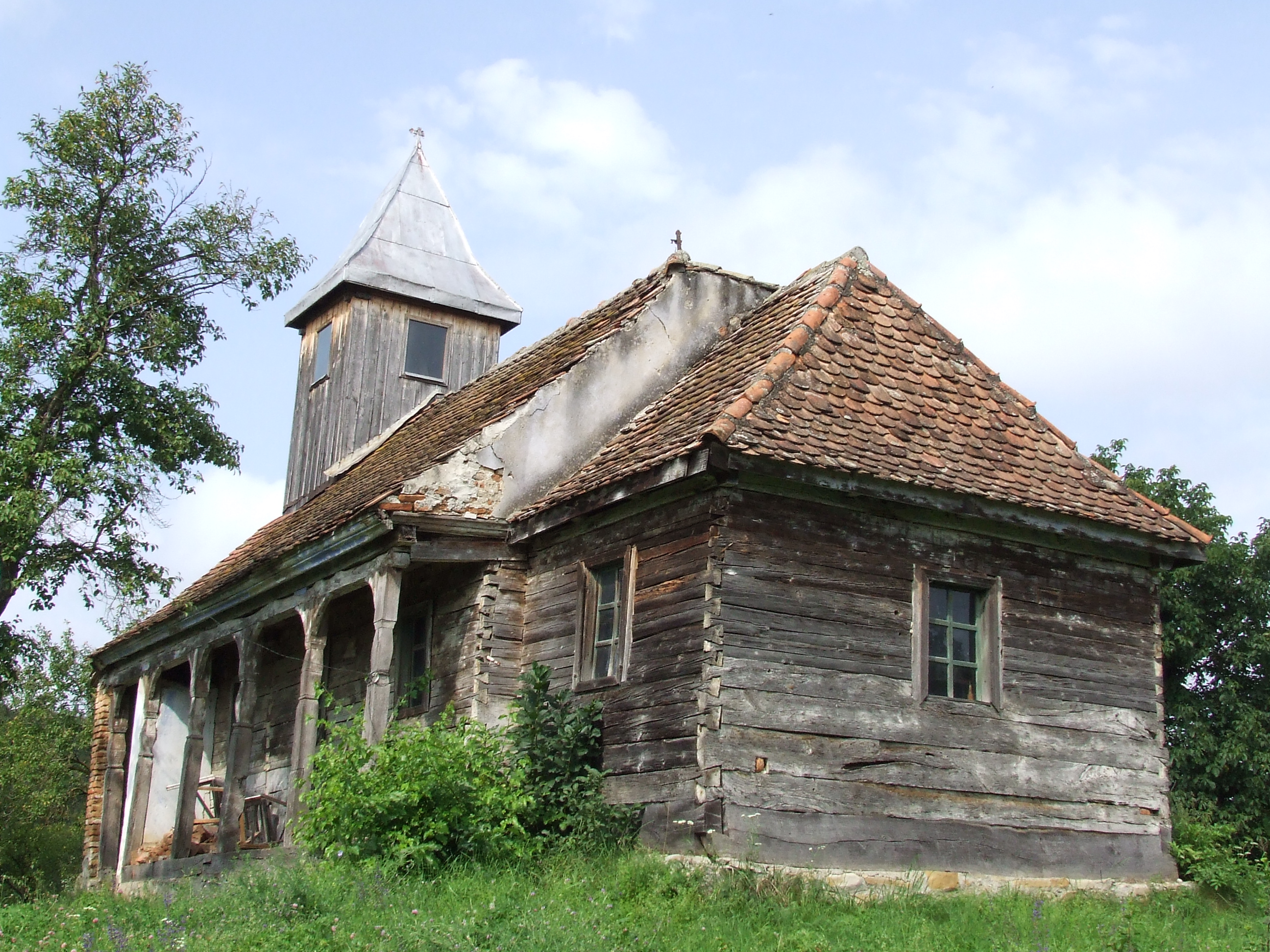
Ortodox fatemplom